# Жорже Силва, Мануэл
Мануэл «Ману» Жорже Силва (порт. Manuel «Manu» Jorge Silva; род. 12 июня 2001, Санта-Мария-да-Фейра) — португальский футболист, опорный полузащитник клуба «Бенфика».

## Клубная карьера
Силва — воспитанник клубов «Униан де Ламаш» и «Фейренсе». 7 августа 2021 года в матче против ковильянского «Спортинга» он дебютировал в Сегунда лиге в составе последних. 28 декабря в поединке против дублёров лиссабонской «Бенфики» Ману забил свой первый гол за «Фейренсе». В 2023 году Силва перешёл в «Виторию Гимарайнш». 14 апреля в матче против «Фамаликана» он дебютировал в Сангриш лиге. 28 октября в поединке против «Шавеша» Ману забил свой первый гол за «Виторию Гимарайнш».